# Mesodiencefalická modulace
Mesodiencefalická modulace (zkráceně MDM, anglicky: mesodiencephalic modulation, též Stimsmart terapie nebo MDM terapie) je fyzikální terapeutická metoda ruského původu, která má podle proponentů příznivý vliv na řady poruch, nyní zejména komplikace diabetu, podle stanoviska Českého klubu skeptiku Sisyfos a podle vyjádření čtyř odborných společností jde o metodu neúčinnou, její poskytování nelze hodnotit jako postup lege artis.
Český klub skeptiků Sisyfos ocenil firmu ZAT a.s., která přístroj pro MDM vyrábí, zlatým Bludným balvanem za rok 2013. Firma se pokusila některé důvody při udělení ve svém prohlášení zpochybnit.

## Historie MDM
Autorem metody je ruský vědec prof. Pavlov, metoda byla patentována v Sovětském svazu v roce 1990. V zemích bývalého Sovětského svazu bylo publikováno několik prací zabývajících se např. využitím v terapii např. akutního infarktu myokardu, výsledky byly publikovány pouze v místních časopisech bez valného vědeckého významu. V České republice je metoda poskytována od roku 2009. Přístroj, pod názvem MDM-2000/1, vyrábí firma ZAT a.s., firma zaměřená na výrobu průmyslové elektroniky, metoda je poskytována v síti pracovišť MDM Centrum s.r.o.
Záhy po udělení Bludného balvanu došlo ke změně názvu z mesodiencefalická modulace na Stimsmart terapie. Podobně byl změněn i název firmy, z MDM Centrum s.r.o. na Stimsmart s.r.o., jediným vlastníkem firmy zůstal ZAT a.s. Stimsmart terapie (resp. MDM terapie) je stále nabízena jako prostředek řešící celou řadu zdravotních problémů, propagátoři se odvolávají na dřívější testování MDM. V roce 2017 došlo opět ke změně názvu z Stimsmart s.r.o. na Mythys s.r.o. Současně ZAT a.s. převedl svůj obchodní podíl na Czech Recovery Services, s.r.o.

## Princip metody
Metoda je založena na předpokladu, že velmi nízké elektrické impulzy přivedené na povrch lebky jsou schopny cíleně modulovat činnost konkrétních struktur v mozku. Dle Pavlova by měly tyto impulzy, respektive jimi vyvolaná elektrická polarizace, ke které vedou, žádoucím způsobem měnit elektrické děje na buněčných membránách. Toto by mělo působením na vhodné biologické struktury vést k uvolňování endorfinů. Autoři a proponenti metody tvrdí, že metoda může mít pozitivní efekt i na imunitní systém, stresovou odpověď nebo i změny krevní mikrocirkulace ve vzdálených regionech.

## Klinické hodnocení
Poskytovatelé MDM se odvolávají na řadu prací, jejichž výsledkem je průkaz působení na širokou řadu obtíží, zejm. pak na diabetickou neuropatii. Na podkladě těchto výsledků byla metoda MDM schválena Ministerstvem zdravotnictví pro použití v terapii diabetické neuropatie.
- Musil a kol., 2006 publikovanou v časopise Praktický lékař[10]
- Musil 2009 publikovanou v časopise Zdravotnické noviny[11] Prof. Zadák, uvedený jako spoluautor předešlé studie, sám sebe označuje jako nezávislého, výsledky této studie hodnotí jako průkazné a připomínky oponentů hodnotí jako bezpředmětné a nehodné další diskuze[12].
- Kvapil a Krýšová, 2010 prezentovanou na 47. diabetologických dnech v Luhačovicích[13] a následně publikovanou v časopise Diagnóza[14]
- Záhumenský a kol. 2014 prezentovanou nejprve na internetových stránkách MDM centra[15], poté i v časopise Interní medicina pro praxi.[16]

Bez přímé vazby na proponenty MDM byla realizována pouze studie Lacigová a kol. 2013, studie nezachytila statisticky významný rozdíl mezi placebem a MDM v terapii projevů diabetické neuropatie. Přitom právě tato studie byla jako jediná publikována v plnohodnotném vědeckém časopise Neuroendocrinology Letters.
Lacigová a kol. podotýkají, ze navzdory tvrzením distributora chybějí hodnověrné randomizované studie, které by dokládaly klinickou účinnost. Rovněž Česká diabetologická společnost při ČLS JEP ve svém stanovisku konstatuje, že v renomovaných zdrojích je pouze tato studie, tedy studie s negativním výsledkem. Tento stav, tedy že pozitivní výsledky byly publikovány výhradně způsobem značně podkračujícím standardy vědeckého publikování v biomedicíně, ironicky komentoval i spolek Sisyfos.

## Kritika

### Vyjádření odborných společností
- Česká neurologická společnost ČLS JEP hodnotí MDM jako klinicky bezpečnou metodu, účinek ale pokládá za neprokázaný validními studiemi a samotný popis principu metody pokládá na základě výrobcem předložených materiálů za nepravděpodobný. Použití této metody tedy nepokládá za postup lege artis.[1][2]

- Česká diabetologická společnost ČLS JEP hodnotí MDM jako metodu bez objektivně prokázané účinnosti, kde jedinou odbornou studií dohledatelnou v renomovaných zdrojích je negativní studie doc. Lacigové[3].

- Společné stanovisko Společnosti pro studium a léčbu bolesti ČLS JEP a České neuromodulační společnosti ČLS JEP k metodě MDM bylo zasláno předsednictvu České lékařské společnosti Jana Evangelisty Purkyně, které jej následně odeslalo na Ministerstvo zdravotnictví ČR. Ve společném stanovisku se mimo jiné praví, že: "metoda MDM nebyla svými autory nikdy seriózně vědecky prokázána, nebyly provedeny žádné věrohodné důkazy a již v žádném případě dvojitě slepé randomizovaná studie."

"V roce 2011 byla provedena rok trvající studie na I. Interní klinice Lékařské fakulty v Plzni, která splňuje všechny zásady dvojitě slepé randomizované studie a byla publikována v časopise Neuroendocrinology Letters (IF v době publikace byl 1,5). Tato studie neprokázala léčebný efekt této metody na diabetickou polyneuropatii a přechodné psychologicky příznivé efekty byly jednoznačně efekty placebo. Tento placebo efekt nebyl nikdy hodnocen původními autory a propagátory metody."
"Závěr: Je zcela nepřípustné, aby jakákoliv metoda byla propagována mediální masáží, byť zaštítěnou některými vysokoškolskými profesory a pracovníky, bez jasně vedeného důkazu. Proto považujeme za zcela správné, že Klub Sisyfos udělil propagátorům a nositelům této metody Bludný balvan za matení veřejnosti za rok 2013. Naše obě společnosti se tak připojují k zamítavému stanovisku České neurologické společnosti ČLS JEP a České diabetologické společnosti ČLS JEP pro používání této metody při léčení diabetické neuropatie a eventuálně dalších onemocnění, u kterých nebyl proveden jednoznačný důkaz podle principu evidence based medicine."

### Český spolek skeptiků Sisyfos
Sisyfos poukazuje na pochybný původ metody, údajně se nedaří dohledat proklamované desítky vědeckých prací Vladimira Pavlova, který je uváděn jako vynálezce metody. Popis principu je podle Sisyfa vágní až bezobsažný slovní guláš. Dle Sisyfa poskytovatelé některá klíčová tvrzení podávají stylem „je dokázáno“, ovšem zdroj pro takové tvrzení chybí. Sisyfos dále kritizuje, že se poskytovatelé MDM zaštiťují autoritou firmy DNV, tato firma však pouze certifikuje technickou shodu výrobku s dokumentací a dodržení technických norem, ke klinické účinnosti ani ke kvalitě klinických studií se nevyjadřuje. Sisyfos dále poukazuje na to, že mezi dvojitě zaslepenou studií publikovanou v impaktovém periodiku (studie Lacigové s negativním výsledkem) a jednoduše zaslepenými studiemi publikovanými v neimpaktových časopisech je dramatický rozdíl. Sisyfos nakonec poukazuje i na etický rozměr problému, cena výkonu je podle jejich soudu nepřiměřeně vysoká. Sisyfos proto udělil firmě ZAT a.s. a MDM Centrum, s.r.o. zlatý Bludný balvan za rok 2013.
Proti udělení Bludného balvanu se obě firmy ohradily, pokusily se rozporovat některé důvody a pokusily se poukázat na své údajné terapeutické úspěchy.